# Ветцель, Вильгельм
Вильгельм Ветцель (нем. Wilhelm Wetzel; 17 июля 1888 — 4 июля 1964) — германский военачальник, генерал пехоты (1942), участник Первой и Второй мировых войн. Кавалер Рыцарского креста Железного креста (1942).

## Биография
Поступил на службу в прусскую армию в 1907 году кадетом, с 1908 года — лейтенант. 
Участвовал в Первой мировой войне, был ранен, 18 апреля 1916 года получил звание капитана. Награждён Рыцарским крестом ордена Гогенцоллернов с мечами, а также Железным крестом обоих классов. 
После поражения — в рейхсвере. С 1929 года — майор, с 1933 года — подполковник, с 1935 года — полковник. В 1936 году назначен командиром военной школы в Потсдаме. 1 февраля 1939 года получил звание генерал-майора. 
Во время мобилизации перед Второй мировой войной летом 1939 года назначен командиром новой 255-й пехотной дивизии, весной 1940 года командовал дивизией во Французской кампании, затем исполнял оккупационные функции. 1 декабря 1940 года получил звание генерал-лейтенанта. В начале весны 1941 года он вместе с дивизией переведен в «генерал-губернаторство» (Польшу). 
Участвовал в войне против СССР в составе группы армий «Центр», в начале войны сражался в районе Малориты (южнее Бреста), в июле 1941 года — в районе Бобруйска, в августе 1941 года участвовал в разгроме советского Центрального фронта, осенью—зимой 1941 года участвовал в наступлении на Москву. 26 декабря 1941 года награждён Немецким крестом в золоте. 12 января 1942 года назначен командующим V армейским корпусом, 1 февраля 1942 года получил звание генерала пехоты. 
Летом 1942 его корпус в составе 17-й армии участвовал в наступлении на южном фланге Восточного фронта на Кавказ, участвовал в захвате Ростова (24 июля) и Краснодара (12 августа), 7 августа 1942 года награжден Рыцарским крестом Железного креста. Осенью—зимой 1942/1943 вёл бои в районе Новороссийска. 
После поражения немецких войск под Сталинградом весной 1943 года отступил на Кубанский плацдарм, 1 июля 1943 года подал в отставку и переведен в резерв фюрера. В сентябре 1943 года назначен командующим LXVI резервным корпусом во Франции, но уже 20 декабря 1943 года сложил с себя командование и вновь переведен в резерв. 
1 марта 1944 года назначен командующим X армейским корпусом и X военным округом в Гамбурге. Сохранял эту должность до конца войны.